# Michał z Kleparza
Michał z Kleparza (urodzony około 1410, zmarł 1476) lub w marcu 1489) – pierwszy archidiakon przemyski (w latach 1443-48), benedyktyn.

## Życiorys
Urodził się na Kleparzu w Krakowie jako syn mieszczanina Franciszka. W 1429 zapisał się na Wydział Sztuk Uniwersytetu Krakowskiego. Stopień bakałarza uzyskał w 1432 roku. W latach 1443 do 1448 był archidiakonem przemyskim. W 1450 wstąpił do zakonu benedyktynów i osiadł w klasztorze św. Krzyża na Łysej Górze, w tym samym roku został opatem. Po pożarze opactwa w 1459 z wielką energią działał na rzecz odbudowy klasztoru oraz odtworzenia bezcennych zbiorów bibliotecznych, inicjując i dozorując kopiowanie bądź sprowadzenie wielu kodeksów. Na życzenie króla Kazimierza IV Jagiellończyka posłował w 1470 do Rzymu, odwiedzając po drodze Pragę, Drezno, Ratyzbonę, Wenecję i Florencję. Korzystając z darów króla i papieża, poszerzał włości i stan posiadania opactwa. Zmarł w klasztorze 27 grudnia 1476 roku.